# Хунсрюк
Хунсрюк (нем. Hunsrück) — горный массив на западе Германии, находится на территории федеральных земель Рейнланд-Пфальц и Саар.

## География
Хунсрюк создаёт (вместе с Таунусом) южную границу Рейнских сланцевых гор, древнейшего горного образования на территории Германии. Он расположен западнее Среднерейнского разлома и растянулся с юго-запада на северо-восток между реками Мозель и Наэ. Хунсрюк в настоящее время представляет собой в значительной степени разрушенное временем сланцевое высокогорье, высотой в среднем 500 м над уровнем моря, которое в своей южной части, в долине реки Наэ, вытянуло покрытые густыми лесами хребты — Хохвальд, Идарвальд, Зоонвальд и Бингер Вальд. Высочайшая точка в Хунсрюке — гора Эрбескопф, высотой в 816 м. На севере плоскогорье резко обрывается, рассечённое многочисленными долинами, направленными в сторону Рейна и Мозеля.
Имеет официальный номер D42.

## Население и экономика
В связи с суровым горным климатом и удалённым расположением горного массива от транспортных путей, Хунсрюк заселён довольно редко. Жители небольших селений, окружённых лесом, на отвоёванной у деревьев земле, создают целинные поля, где разводят картофель и овощи. Развито животноводство. На небольших предприятиях, созданных и обслуживаемых несколькими крестьянскими семьями, перерабатывается в основном продукция животноводства. После Второй мировой войны значительное место в экономике горного региона заняли индустрия отдыха и туризма, благодатно влияющие на весь экономический климат этого района.
Прилегающие к Хунсрюку долины, благодаря своему защищённому положению обладающие весьма благоприятным для садоводства и виноделия климатом, были ещё в XIX веке открыты туристами и весьма охотно ими посещаемы:

«Эти горы, отрасли хребта, называемого Собачьей спиной (Hundsrück), очень любопытны в геологическом отношении; в особенности замечательны они правильностью и чистотой базальтовых слоев. <…> Тонкий запах смолы по лесам, крик и стук дятлов, немолчная болтовня светлых ручейков с пестрыми форелями на песчаном дне, не слишком смелые очертания гор, хмурые скалы, чистенькие деревеньки с почтенными старыми церквами и деревьями, аисты в лугах, уютные мельницы с проворно вертящимися колесами, радушные лица поселян, их синие камзолы и серые чулки, скрипучие, медлительные возы, запряженные жирными лошадьми, а иногда коровами, молодые длинноволосые странники по чистым дорогам, обсаженным яблонями и грушами… Даже теперь мне приятно вспоминать мои тогдашние впечатления. Привет тебе, скромный уголок германской земли, с твоим незатейливым довольством, с повсеместными следами прилежных рук, терпеливой, хотя неспешной работы… Привет тебе и мир!»
— И. С. Тургенев. «Ася»